# Großlappen

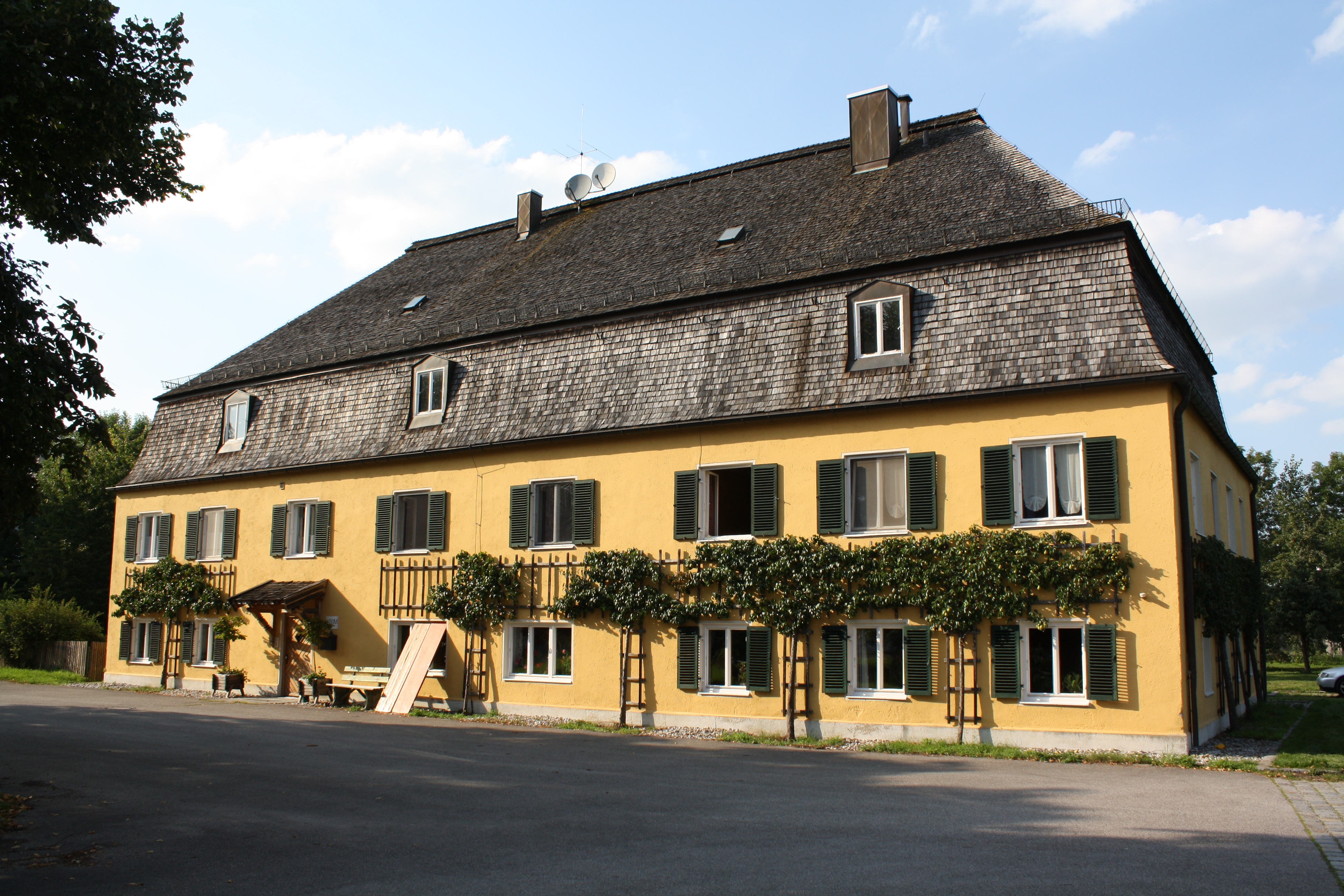
Der Gutshof von Gut Großlappen steht unter Denkmalschutz

Großlappen ist ein Münchner Stadtviertel im Stadtteil Freimann (Stadtbezirk 12 – Schwabing-Freimann). Es ging aus der kleinen Ortschaft Lappen hervor, die erstmals 1167 bis 1170/71 noch als Louppen erwähnt wurde. Die Bedeutung des Namens stammt wahrscheinlich von dem Wort „Labach“, was für eine morastige Gegend steht. Möglich wäre aber auch, dass sich der Ortsname vom mittelalterlichen „loub“, dem Laubwald, ableitet.

## Lage
Das Stadtviertel liegt östlich der Autobahn A9 und westlich des Garchinger Mühlbachs, südlich wird es begrenzt durch das Stadtviertel Kleinlappen und nördlich durch den Lottlisa-Behling-Weg.

## Geschichte
Erstmals erwähnt wurde Lappen in einer Traditionsnotiz des Klosters Schäftlarn zwischen 1167 und 1171, in der es sich um einen Vergleich bezüglich einiger strittiger Wiesen in Milbertshofen handelt. Es unterlag zunächst der Grundherrschaft des Freisinger Klosters Neustift, später war man dem Kloster Weihenstephan gegenüber zinspflichtig (damals sind 60 Pfennig belegt). Ab 1517 ging die Ortschaft in den Besitz des Domkapitels zu Freising über und bestand aus drei Höfen und einer Sölde. Dort wurde sie ab 1666 als Schwaige geführt, was darauf hindeutet, dass sich der Betrieb vor allem auf Milch- und Viehwirtschaft konzentrierte und weniger auf den Ackerbau. 1730 übernimmt das Stift St. Paul in Freising die Grundherrschaft. Der Unterbesitzer Gotthard Schmid geriet 1790 durch Missernten und Viehseuchen in finanzielle Schwierigkeiten und verkaufte deswegen 1798 an Georg Pubnhöfer. Auch er häufte weitere Schulden an, so dass er am 2. Oktober 1798 vom Stift St. Paul die Erlaubnis erhielt, die Schwaige zu teilen. Den kleineren Teil erwarb der Reichsgraf von Oberndorf, der ihm den Namen Auffelden gab. Dieser Ortsteil wird später auch Kleinlappen genannt. Den größeren Teil Lappens übernahm im Jahre 1799 Graf von Portia, der nun Großlappen genannt wurde. Ein Jahr später begann er einen sieben Jahre dauernden Streit mit dem kurfürstlichen Aumeister Näßl, der dem neuen Besitzer die Nutzung der in seinem Zuständigkeitsbereich befindlichen Auen als Weideland verweigerte, obwohl dies den Vorbesitzern schon in Gerichtsurteilen von 1521 und 1591 zugesichert wurde. Trotzdem unterlag der Graf nach mehreren Prozessen 1807 im Berufungsverfahren gegen den Aumeister. Nach mehreren Besitzerwechseln (u. a. die Krupp AG) erwarb die Stadt München zwischen 1916 und 1924 das gesamte Gut Großlappen mit seinen Anwesen und verpachtete es an die Mittlere Isar AG, die auf Teilflächen 1922 den Bau einer Kläranlage begann. Am 1. Oktober 1931 wurde Großlappen zusammen mit Freimann in die Stadt München eingemeindet. Bis 2013 gab es die Brennerei Großlappen zur Gewinnung von Industriealkohol, die aber mit der Beendigung des Branntweinmonopols eingestellt werden musste.

## Großlappen heute

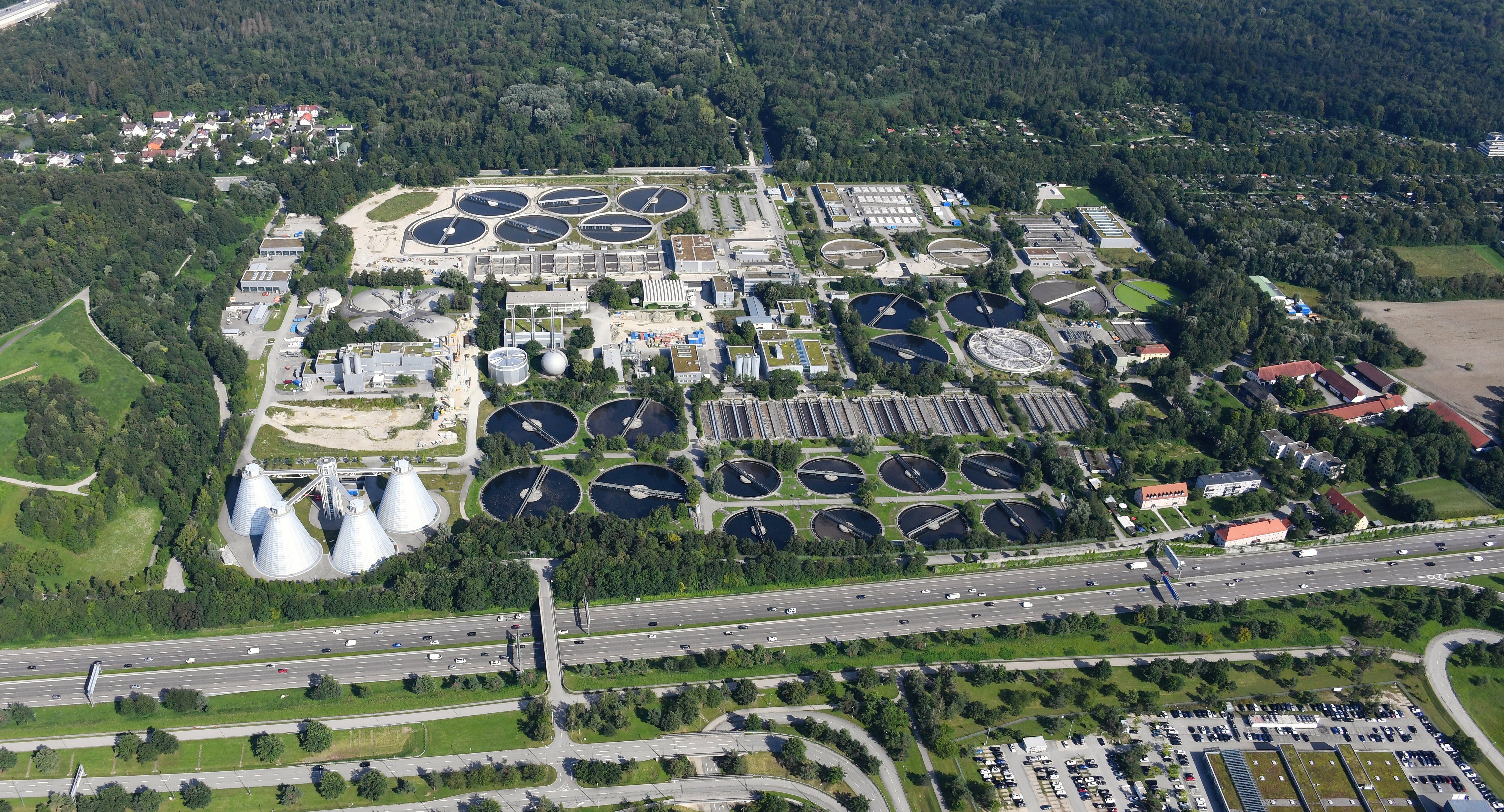
Betriebsgelände des Klärwerks Gut Großlappen (unten links die vier 35 Meter hohen Faultürme zur Biogasgewinnung)

Das Klärwerk Gut Großlappen ist das erste Klärwerk Münchens und ist bereits seit 1926 in Betrieb. Die Flächen des Gutes dienten zudem bis Ende der 1980er Jahre der Ausbringung von Klärschlamm. Nachdem Ende der 1970er Jahre die Schweine- und Rinderhaltung aufgegeben wurde, vermietete die Stadt das Gutshaus an Gewerbebetriebe. Seit 1995 befindet sich dort die Verwaltung der Stadtgüter München. Nach einer Umstrukturierung 2017 wurde der Güterverbund Ökobetriebe Nord mit Hauptsitz am Gut Großlappen gegründet. Er betreibt den Lernort Biobauernhof Gut Riem (Schwerpunkt: Schulbauernhof und Krautgärten), das Gut Obergrashof (Schwerpunkt: Kompostanlage und Heugewinnung) und das Gut Zengermoos zentral nach den Richtlinien des ökologischen Anbauverbandes Bioland. Dabei wird großer Wert auf Umweltverträglichkeit gelegt, dazu gehört die Pflege von ökologischen Ausgleichsflächen sowie Landschaftspflegearbeiten im Klärwerk Marienhof. Außerdem werden vom Gut Großlappen aus Getreide (z. B. die alte Sorte „Champagner Roggen“), Kartoffeln und Hackfrüchte angebaut. Das Gutshaus mit seinem zweigeschossigen Mansarddachbau, das um 1800 erbaut wurde, steht zusammen mit den umliegenden Ökonomiegebäuden unter Denkmalschutz.